# Paratemnoides singularis
Espèce
Synonymes
- Paratemnus singularis Beier, 1965

Paratemnoides singularis est une espèce de pseudoscorpions de la famille des Atemnidae.

## Distribution
Cette espèce est endémique de Nouvelle-Guinée orientale en Papouasie-Nouvelle-Guinée. Elle se rencontre vers Port Moresby.

## Description
Les mâles mesurent de 1,25 à 1,30 mm et les femelles de 1,50 à 1,75 mm.

## Publication originale
- Beier, 1965 : Die Pseudoscorpionen Neu-Guineas und der benachbarten Inseln. Pacific Insects, vol. 7, no 4, p. 749-796 (texte intégral).